# كالوم كينيدي
كالوم كينيدي (بالإنجليزية: Callum Kennedy)‏ (6 يناير 1989 في المملكة المتحدة - ) هو لاعب كرة قدم بريطاني في مركز الدفاع. لعب مع سكونثورب يونايتد وسويندون تاون ونادي روذرهام يونايتد ونادي غيلينغهام وإيه أف سي ويمبلدون.

## وصلات خارجية
- كالوم كينيدي على موقع قاعدة بيانات كرة القدم.إي يو (الإنجليزية)
- كالوم كينيدي على موقع Soccerbase.com (لاعب) (الإنجليزية)